# Fueros de Santoña
La villa marinera de Santoña (Cantabria, España) recibió su primer fuero en el año 1042 por el rey García de Navarra. Posteriormente Santoña vio confirmados y ampliados sus derechos y privilegios por sendos documentos de los reyes castellanos Alfonso VII, Fernando IV, Alfonso XI, Enrique II, Juan I, Enrique III, Juan II, Enrique IV, los Reyes Católicos, Juana la Loca, Felipe II de España, Felipe III y Felipe IV. El último de estos documentos data de 1647. El primer fuero, según sus propias líneas, fue otorgado al lugar de Santa María de Puerto, antiguo nombre de la localidad, donde estaba la iglesia de Santa María de Puerto-Brat. La localidad foral tiene su origen en el monasterio ligado a esa iglesia, que el abad puso a disposición de García de Navarra, rey de Navarra y Castilla.

## Choques forales entre Laredo y Santoña
A pesar de sus concesiones la villa de Santoña tuvo que pactar el 21 de noviembre de 1445 una serie de medidas ventajosas para Laredo, villa situada en la orilla opuesta de la bahía de Santoña. Entre ellas destacan las referidas a privilegios comerciales marítimos. Cualquier buque con mercancías destinadas a Santoña o que quisiera tomar nuevas mercancías allí tenía obligación de dejar en Laredo, siempre antes, la mitad de su cargamento si éste superaba las ocho toneladas, y de fondear en Laredo para su inspección si su tonelaje era menor. Además, las mercancías destinadas a Santoña debían consumirse allí, sin poder revenderse. Similares restricciones se aplicaban a la carga de mercancías desde Santoña, que a partir de ciertas cantidades debían dejar también la mitad en Laredo. Incluso, algunas de estas mercancías debían cargarse desde Laredo. Estas medidas involucraron a ambas villas en pleitos y disputas hasta terminado el siglo XVII.